# فهرست بزرگترین شرکت‌های خدمات مالی اروپا بر پایه درآمد
فهرست بزرگترین شرکت‌های خدمات مالی اروپا بر پایه درآمد، به فهرستی از بزرگترین بانک‌ها، موسسات مالی، شرکت‌های بیمه و سایر شرکت‌های فعال در حوزه ارائه خدمات مالی مستقر در اروپا اختصاص دارد، که بر پایه میزان درآمد سالیانه رتبه‌بندی می‌شوند. فهرست زیر متعلق به سال مالی ۲۰۱۲ می‌باشد. اعداد درج شده نیز، بر پایه میلیارد دلار آمریکا برآورد شده‌است.
| رتبه | شرکت                | درآمد   | دفتر مرکزی |
| ---- | ------------------- | ------- | ---------- |
| 1    | گروه آی‌ان‌جی         | ۱۵۰٬۵۷۱ | هلند       |
| ۲    | آکسا                | ۱۴۲٬۷۱۲ | فرانسه     |
| ۳    | آلیانتس             | ۱۳۴٬۱۶۷ | آلمان      |
| ۴    | ب ان پ پاریبا       | ۱۲۷٬۴۶۰ | فرانسه     |
| ۵    | سانتاندر گروپ       | ۱۱۷٬۴۰۸ | اسپانیا    |
| ۶    | جنرالی              | ۱۱۲٬۶۲۸ | ایتالیا    |
| ۷    | اچ‌اس‌بی‌سی            | ۱۱۰٬۱۴۱ | بریتانیا   |
| ۸    | کردی اگریکول        | ۱۰۵٬۱۵۶ | فرانسه     |
| ۹    | سوسیته ژنرال        | ۹۸٬۴۶۳  | فرانسه     |
| ۱۰   | میونیک ره           | ۹۰٬۱۳۷  | آلمان      |
| ۱۱   | بی‌پی‌سی‌ای            | ۷۵٬۰۸۲  | فرانسه     |
| ۱۲   | دویچه بانک          | ۷۴٬۴۲۵  | آلمان      |
| ۱۳   | بارکلیز             | ۶۸٬۹۴۹  | بریتانیا   |
| ۱۴   | لاندزبانک           | ۶۷٬۴۳۱  | آلمان      |
| ۱۵   | لویدز بانکینگ گروپ  | ۶۷٬۰۴۸  | بریتانیا   |
| ۱۶   | رویال بانک اسکاتلند | ۶۲٬۷۹۸  | بریتانیا   |
| ۱۷   | آویوا               | ۶۱٬۷۵۴  | بریتانیا   |
| ۱۸   | پرودنشال            | ۵۸٬۵۲۷  | بریتانیا   |
| ۱۹   | یونی‌کردیت           | ۵۷٬۲۱۳  | ایتالیا    |
| ۲۰   | گروه بیمه زوریخ     | ۵۲٬۹۸۳  | سوئیس      |
| ۲۱   | سی‌ان‌پی              | ۵۱٬۵۲۱  | فرانسه     |
| ۲۲   | بانکو بیلبائو       | ۵۱٬۰۲۱  | اسپانیا    |
| ۲۳   | اینتسا سانپائولو    | ۴۹٬۴۷۲  | ایتالیا    |
| ۲۴   | کردیت سوئیس         | ۴۸٬۲۲۷  | سوئیس      |
| ۲۵   | یوبی‌اس              | ۴۵٬۹۷۸  | سوئیس      |
| ۲۶   | ایگون               | ۴۴٬۱۹۷  | هلند       |
| ۲۷   | رابوبانک            | ۳۷٬۵۷۷  | هلند       |
| ۲۸   | اسبربانک            | ۳۵٬۵۰۲  | روسیه      |
| ۲۹   | دی‌زد بانک           | ۳۳٬۲۷۹  | آلمان      |
| ۳۰   | لگال اند جنرال      | ۲۹٬۳۶۶  | بریتانیا   |
| ۳۱   | مفره                | ۲۹٬۲۲۴  | اسپانیا    |
| ۳۲   | دکسیا               | ۲۸٬۵۴۰  | بلژیک      |
| ۳۳   | سوئیس ره            | ۲۸٬۰۸۳  | سوئیس      |
| ۳۴   | کی‌بی‌سی بانک         | ۲۶٬۰۵۷  | بلژیک      |
| ۳۵   | استاندارد چارترد    | ۲۴٬۴۸۸  | بریتانیا   |
| ۳۶   | نوردیا              | ۲۳٬۲۵۸  | سوئد       |